# 香南市
香南市（日语：／ Kōnan shi）是位於日本高知縣東部的城市。北部為海拔300至600公尺的四國山地群山，中部多為高度較低的山岳與里山聚落；南邊則面向土佐灣的高知海岸。物部川流經西部邊界並往南注入土佐灣。四國八十八箇所中的第28號札所大日寺即坐落於市內。

## 地理
物部川、香宗川與夜須川等河流經香南市內。在南海海槽特大地震預測報中，預計高達13m的海嘯會侵襲當地的海岸地區。

### 氣候
根據觀測的數據顯示，2016年香南市的年均溫為18.1度，為有紀錄以來的第二高溫，近幾年的年均溫則落在17度左右。當地的年降雨量大致在2000至3000毫米之間，但2005年和2007年的年降雨量低於2000毫米，2014年的年降雨量則為3659毫米。

## 歷史

### 行政區劃變遷
- 1889年4月1日：實施町村制，現在的轄區在當時分屬：香美郡三島村、野市村、佐古村、香宗村、富家村、德王子村、山南村、岸本村、山北村、東川村、夜須村、赤岡村、吉川村、西川村。
- 1899年2月15日：赤岡村改制為赤岡町。
- 1901年6月1日：岸本村改制為岸本町。
- 1926年2月1日：野市村改制為野市町。
- 1942年4月1日：香宗村、富家村、德王子村、山南村合併為大忍村。
- 1942年7月1日：三島村被廢除，轄區分別被併入日章村（現已合併為南國市）和野市町。
- 1943年1月1日：夜須村改制為夜須町。
- 1948年4月1日：大忍村被分割為香宗村、富家村、德王子村、山南村。
- 1955年1月1日：野市町、佐古村、香宗村、富家村合併為新設置的野市町。
- 1955年4月1日：
  - 岸本町、德王子村、山南村、山北村、西川村的部份地區和東川村的部份地區合併為香我美町。
  - 西川村被廢除，其餘地區分別被併入槙山村（現已合併為香美市）、美良布町（現已合併為香美市）、安藝市[9] 。
  - 東川村被廢除，其餘地區分別被併入夜須町（現已合併為香美市）和安藝郡藝西村
- 2006年3月1日赤岡町、香我美町、野市町、夜須町、吉川村合併為香南市[10]。

### 變遷表
| 1889年4月1日            | 1889年 - 1926年      | 1926年 - 1954年           | 1926年 - 1954年           | 1955年 - 1989年            | 1955年 - 1989年            | 1989年 - 現在              | 現在                       |
| ----------------------- | -------------------- | ------------------------- | ------------------------- | -------------------------- | -------------------------- | -------------------------- | -------------------------- |
| 三島村                  | 三島村               | 1942年7月1日 合併為日章村 | 1942年7月1日 合併為日章村 | 1956年9月30日 合併為香長村 | 1959年10月1日 合併為南國市 | 1959年10月1日 合併為南國市 | 1959年10月1日 合併為南國市 |
| 三島村                  | 三島村               | 1942年7月1日 併入野市町   | 野市町                    | 1955年1月1日 野市町        | 1955年1月1日 野市町        | 2006年3月1日 香南市        | 2006年3月1日 香南市        |
| 野市村                  | 1926年2月1日 野市町  | 1926年2月1日 野市町       | 野市町                    | 1955年1月1日 野市町        | 1955年1月1日 野市町        | 2006年3月1日 香南市        | 2006年3月1日 香南市        |
| 佐古村                  |                      |                           |                           | 1955年1月1日 野市町        | 1955年1月1日 野市町        | 2006年3月1日 香南市        | 2006年3月1日 香南市        |
| 香宗村                  | 香宗村               | 1942年4月1日 大忍村       | 1948年4月1日 香宗村       | 1955年1月1日 野市町        | 1955年1月1日 野市町        | 2006年3月1日 香南市        | 2006年3月1日 香南市        |
| 富家村                  | 富家村               | 1942年4月1日 大忍村       | 1948年4月1日 富家村       | 1955年1月1日 野市町        | 1955年1月1日 野市町        | 2006年3月1日 香南市        | 2006年3月1日 香南市        |
| 德王子村                | 德王子村             | 1942年4月1日 大忍村       | 1948年4月1日 德王子村     | 1955年4月1日 香我美町      | 1955年4月1日 香我美町      | 2006年3月1日 香南市        | 2006年3月1日 香南市        |
| 山南村                  | 山南村               | 1942年4月1日 大忍村       | 1948年4月1日 山南村       | 1955年4月1日 香我美町      | 1955年4月1日 香我美町      | 2006年3月1日 香南市        | 2006年3月1日 香南市        |
| 岸本村                  | 1901年6月1日 岸本町  | 1901年6月1日 岸本町       | 1901年6月1日 岸本町       | 1955年4月1日 香我美町      | 1955年4月1日 香我美町      | 2006年3月1日 香南市        | 2006年3月1日 香南市        |
| 山北村                  |                      |                           |                           | 1955年4月1日 香我美町      | 1955年4月1日 香我美町      | 2006年3月1日 香南市        | 2006年3月1日 香南市        |
| 東川村                  |                      |                           |                           | 1955年4月1日 香我美町      | 1955年4月1日 香我美町      | 2006年3月1日 香南市        | 2006年3月1日 香南市        |
| 1955年4月1日 併入夜須町 | 夜須町               |                           |                           |                            |                            | 2006年3月1日 香南市        | 2006年3月1日 香南市        |
| 夜須村                  | 夜須村               | 1943年1月1日 夜須町       | 1943年1月1日 夜須町       | 1943年1月1日 夜須町        |                            | 2006年3月1日 香南市        | 2006年3月1日 香南市        |
| 赤岡村                  | 1899年2月15日 赤岡町 | 1899年2月15日 赤岡町      | 1899年2月15日 赤岡町      | 1899年2月15日 赤岡町       | 1899年2月15日 赤岡町       | 2006年3月1日 香南市        | 2006年3月1日 香南市        |
| 吉川村                  |                      |                           |                           |                            |                            | 2006年3月1日 香南市        | 2006年3月1日 香南市        |

## 交通

### 鐵路
- 土佐黑潮鐵道
  - 阿佐線：野市車站 - 吉川車站 - 赤岡車站 - 香我美車站 - 夜須車站

|  |  |
|  |  |

## 觀光
- 大日寺（四國八十八箇所第二十八番札所）[10]
- 惠日寺（重要文化財）[11]
- 龍河洞[10]

## 教育
香南市市立小學有7所，中學有4所，高中為高知縣立1所「城山高等學校」，1所市立教育研究所。

## 本地出身人物
- 青柳裕介：漫畫家
- 森田正馬：精神科醫師
- 大石彌太郎：土佐勤王黨成員
- 新宮馬之助：海援隊隊士
- 野村長平（無人島長平）：江戶時代商人，發生船難後在當時無人居住的鳥島上過了約十年的生活[15]。
- 木村庄之助 (29代)：大相撲立行司
- 海山太郎：大相撲幕内力士
- 村田正太：醫師、梅毒和麻风病的研究專家。

## 外部連結
- （日語） 香南市觀光協會 （页面存档备份，存于）
- （日語） 香南市商工會 （页面存档备份，存于）